# 퀵링
퀵링(QuickRing)은 컴퓨터 버스와 네트워크의 기능을 결합한 기가비트급 인터커넥트였다. 이것은 애플 컴퓨터에서 컴퓨터 내부에 있는 기존의 로컬 버스 시스템 "위에" 실행되는 멀티미디어 시스템으로 설계되었으나, 나중에 내셔널 세미컨덕터에서 인수하여 병렬 컴퓨팅을 위한 인터커넥트로 재배치되었다. 두 역할 모두 거의 사용되지 않은 것으로 보이며, 더 이상 활발히 개발되지 않고 있다. 그러나 이것은 하이퍼트랜스포트와 같은 다른 최근 기술에 영감을 준 것으로 보인다.

## 역사
퀵링은 1970년대 후반 IEEE의 후원 아래 시작된 전설적인 퓨처버스 프로젝트의 파생 프로젝트로 시작되었다. 퓨처버스 프로세스는 빠르게 지연되었고, 실패할 운명이라고 결론을 내린 여러 주요 설계자들이 1987년에 더 작은 프로젝트에서 다시 시도하기 위해 노력을 중단했고, 이것이 퀵링과 확장 가능한 일관성 인터커넥트로 이어졌다. 퀵링의 경우 주요 지지자는 내셔널 세미컨덕터의 폴 스위지(Paul Sweazey)였는데, 그는 퓨처버스의 캐시 일관성 그룹을 주최했다. 스위지는 내셔널 세미컨덕터를 떠나 애플 컴퓨터의 첨단 기술 그룹으로 이동하여 새로운 시스템이 개발되었다.
이 시스템은 1992년 애플 세계 개발자 회의에서 처음 공개적으로 발표되었으며, 주로 컴퓨터 시스템을 위한 보조 버스로서 기존 백플레인 버스를 사용하지 않고 여러 디지털 영상 스트림을 전달하는 역할을 했다. 애플은 속도 측면에서 당시 뉴버스 시스템의 한계 때문에 이 역할에 특히 관심이 있었다. 그들은 다양한 비디오 카드가 카드 상단 근처에 위치한 두 번째 커넥터를 사용하여 하단에 있는 뉴버스 커넥터와 반대로 서로 통신하는 것을 구상했다. 선택적으로 카드 중 하나가 압축된 출력을 생성하면, 저장하거나 표시하기 위해 뉴버스를 통해 전송할 수 있었다. 퀵링이 상업적으로 사용되기 전에, PCI의 최신 버전이 나타나 퀵링에 필적할 만한 성능을 제공하여 퀵링의 역할이 중복되었다. 애플은 1995년부터 전면 PCI 기반 컴퓨터 라인업으로 전환했고, 90년대 초반의 전반적인 규모 축소의 일환으로 퀵링에 대한 자금 지원을 중단했다.
스위지는 내셔널 세미컨덕터로 돌아가서 퀵링을 고속 인터커넥트로 재배치했다. 여기서도 SCI와 경쟁하고, 다른 한편으로는 점점 더 빨라지는 이더넷 버전과 경쟁하면서 운이 좋지 않았다. 병렬 처리 하드웨어 표준화에 대한 산업 노력에 따라 일부 불필요한 핀을 사용하여 기존 VME버스 시스템 내에서 퀵링을 표준화하려는 노력이 있었지만, 아무런 성과가 없었다. 미국 해군은 소나 데이터 처리(원래 퓨처버스+를 개발한 목적)를 위한 퀵링 제품에 대한 여러 입찰을 발표했지만, 이 역할에서 실제로 사용되었는지 여부는 불분명하다. 내셔널은 결국 관심을 잃었고, 이 시스템은 1996년에 사실상 사라졌다. 유사한 제품인 SKYconnect와 Raceway도 이 역할에서 표준화되었지만, 거의 사용되지 않은 것으로 보인다.

## 설명
기본 퀵링 시스템은 데이터와 함께 50 MHz 클럭 신호를 전달하는 하나의 추가 라인을 전달하는 여러 개의 단방향 1비트 직렬 링크로 구성되었다. 애플의 구현은 얇은 플라스틱 스트립에 내장된 LVDS를 사용하는 트위스트 페어 구리 배선을 사용하여 6개의 데이터 라인과 클럭 라인으로 구성되었다. 내셔널 세미컨덕터는 최대 32개의 데이터 라인을 포함한 다양한 구현을 제공했으며, 장거리 링크를 위해 단일 광섬유 케이블에서 주파수 분할 다중화를 사용하여 동일한 신호를 다중화했다.
데이터 라인은 클럭 신호의 7배로 클럭킹되어, 각 클럭 "틱"마다 각 버스 라인을 통해 7 비트의 데이터를 이동했다. 애플 구현의 경우 초당 5천만 번 6개의 링크에 7비트를 곱한 것으로, 원시 데이터 전송률은 2.1 Gbit/s였다. 42개 중 10개 비트는 신호 및 제어에 사용되었고, 32개는 데이터에 사용되어 순 데이터 전송률은 1.6 Gbit/s, 즉 200 MB/s였다. 이는 당시 (1993년) PCI 버전의 약 130 MB/s보다 약간 빠른 속도였지만, 같은 시대의 뉴버스의 약 20 MB/s보다는 훨씬 빨랐다.
각 퀵링 인터페이스에는 "업스트림" 및 "다운스트림" 연결을 위한 두 개의 링크가 포함되어 있었다. 이 시스템은 버스가 아니었기 때문에 다른 사용자를 방해하지 않고 동시에 상하 스트림으로 통신할 수 있었다. 단점은 개입 지점을 거칠 때마다 최대 1.3 μs의 대기 시간이 추가된다는 것이었다. 퀵링은 링 토폴로지로 구축되었기 때문에 전용 스위치나 라우터가 필요 없어 시스템 배포 비용을 낮출 수 있었다. 두 개의 링은 스위치에서 버스 IC를 "백 투 백"으로 연결하여 더 큰 네트워크를 구축할 수 있었다.
퀵링 라우팅은 회선 교환 시스템을 사용했는데, 메시지 경로가 데이터를 보내기 전에 설정되고, 설정되면 연결이 매우 가볍다. 이는 모든 메시지가 목적지에 도달하는 데 필요한 모든 데이터를 포함하는 패킷 교환과는 대조적이다. 패킷 교환은 더 유연하지만 오버헤드가 추가된다. 10비트 제어 데이터 중 4비트는 회로 번호를 지정하는 데 사용되어 링당 총 16개의 장치를 허용했다.

## 더 읽어보기
- The QuickRing Network, M. Valerio, L. E. Moser, P. M. Melliar-Smith and P. Sweazey, ACM Conference on Computer Science